# Anopheles
Anopheles (grčki anofelís: „beskoristan”) je rod komaraca koji je prvi opisao i nazvao  1818. godine. Poznato je oko 460 vrsta, preko 100 od kojih može da prenosi na ljude malariju. Oko 30–40 često prenosi parazite roda Plasmodium, koji uzrokuju malariju kod ljudi u endemskim oblastima. Anopheles gambiae je jedan od najbolje poznatih, zbog njegove predominantne uloge u transmisiji najopasnije malarijske parazitske vrste (za ljude) – Plasmodium falciparum. Anopheles uzrokuju smrt oko 440.000 ljudi godišnje purem malarije.
Neke Anopheles vrste isto tako mogu da služe kao vektori za pseće srčane crve Dirofilaria immitis, nematodne vrste koje uzrokuju filarijazu Wuchereria bancrofti i Brugia malayi, i viruse kao što je onaj koji uzrokuje O'njong'njong groznicu. Asocijacija pojave moždanog tumora i malarije sugeriše da Anopheles verovatno prenosi virus ili drugi agens koji može da bude uzrok tih tumora.
Komarci drugih rodova (Aedes, Culex, Culiseta, Haemagogus, i Ochlerotatus) takođe mogu da služe kao vektori agenasa bolesti, ali ne i ljudske malarije.

## Spoljašnje veze
- Anopheles Database
- Anopheles gambiae Genome and Related Data Архивирано на веб-сајту  (3. децембар 2012)
- CDC – National Center for Infectious Diseases, Division of Parasitic Diseases;  Malaria
- CDC – World map showing distribution of various Anopheles species
- Walter Reed Biosystematics Unit. – Links to the online mosquito catalog, keys for mosquito identification, images and information on medically important species and much more.
- Malaria Atlas Project
- Anopheles gambiae taxonomy, facts and life cycle
- Anopheles quadrimaculatus, common malaria mosquito on the University of Florida / Institute of Food and Agricultural Sciences Featured Creatures website
- http://animaldiversity.ummz.umich.edu/site/accounts/classification/Anopheles.html